# Giải Pulitzer cho kịch
Giải Pulitzer cho kịch (tiếng Anh: Pulitzer Prize for Drama) là một trong các giải Pulitzer của Hoa Kỳ dành cho kịch nghệ. Giải này được thiết lập năm 1918.
Không giống như phần lớn các giải Pulitzer khác, trong những năm từ 1918 tới 2006, thời gian tuyển chọn kịch để trao giải được tính từ ngày 2 tháng 3 năm trước tới ngày 1 tháng 3 năm sau theo mùa kịch ở Broadway, chứ không tính theo lịch năm. Tuy nhiên năm 2006 đã có một quyết định khác: giải năm 2007 sẽ được chọn trong các vở kịch trình diễn từ ngày 1.1.2006 tới ngày 31.12.2006, như vậy thời gian tuyển chọn kịch để trao giải này cũng tương đồng như thời gian tuyển chọn tác phẩm cho các giải Pulitzer khác.
Ban giám khảo xem xét chọn lựa các vở kịch được trình diễn tại các nhà hát ở New York và ở các khu vực. Tuy nhiên, Ban quản lý giải Pulitzer có quyền bác bỏ sự chọn lựa của Ban giám khảo - như đã xảy ra trong giải năm 1986 khi Ban giám khảo chọn vở the CIVIL warS để trao giải, nhưng Ban quản lý giải không đồng ý, nên năm 1986 đã không trao giải.
Năm 1955, Joseph Pulitzer, Jr. đã làm áp lực trên Ban giám khảo để trao giải thưởng cho vở Cat on a Hot Tin Roof, một vở kịch mà Ban giám khảo coi là kém nhất trong số 5 vở kịch vào chung kết, thay vì vở The Flowering Peach của Clifford Odets (vở kịch mà Ban giám khảo cho là xứng đáng nhất) hoặc vở The Bad Seed, vở kịch được Ban giám khảo coi là xứng đáng thứ nhì.

## Những vở kịch và soạn giả đoạt giải
- Ghi chú:

a/ Từ năm 1983, có nêu thêm những vở kịch vào chung kết (sau vở kịch đoạt giải)
b/ Các vở kịch có kèm theo dấu ngôi sao đàng sau (*) cũng đoạt thêm Giải Tony cho kịch hay nhất hoặc Giải Tony cho nhạc kịch hay nhất

### Thập niên 1910
- 1918: Why Marry? – Jesse Lynch Williams
- 1919: không trao giải

| - 1920: Beyond the Horizon – Eugene O'Neill - 1921: Miss Lulu Bett – Zona Gale - 1922: Anna Christie – Eugene O'Neill - 1923: Icebound – Owen Davis - 1924: Hell-Bent Fer Heaven – Hatcher Hughes - 1925: They Knew What They Wanted – Sidney Howard - 1926: Craig's Wife – George Kelly - 1927: In Abraham's Bosom – Paul Green - 1928: Strange Interlude – Eugene O'Neill - 1929: Street Scene – Elmer Rice | - 1930: The Green Pastures – Marc Connelly - 1931: Alison's House – Susan Glaspell - 1932: Of Thee I Sing – George S. Kaufman, Morrie Ryskind, Ira Gershwin, - 1933: Both Your Houses – Maxwell Anderson - 1934: Men in White – Sidney Kingsley - 1935: The Old Maid – Zoë Akins - 1936: Idiot's Delight – Robert E. Sherwood - 1937: You Can't Take it with You – Moss Hart, George S. Kaufman - 1938: Our Town – Thornton Wilder - 1939: Abe Lincoln in Illinois – Robert E. Sherwood |

| - 1940: The Time of Your Life – William Saroyan - 1941: There Shall Be No Night – Robert E. Sherwood - 1942: không trao giải - 1943: The Skin of Our Teeth – Thornton Wilder - 1944: không trao giải - 1945: Harvey – Mary Coyle Chase - 1946: State of the Union – Russel Crouse, Howard Lindsay - 1947: không trao giải - 1948: A Streetcar Named Desire – Tennessee Williams - 1949: Death of a Salesman * – Arthur Miller | - 1950: South Pacific * – Richard Rodgers, Oscar Hammerstein II, Joshua Logan - 1951: không trao giải - 1952: The Shrike – Joseph Kramm - 1953: Picnic – William Inge - 1954: The Teahouse of the August Moon * – John Patrick - 1955: Cat on a Hot Tin Roof – Tennessee Williams - 1956: The Diary of Anne Frank * – Albert Hackett & Frances Goodrich - 1957: Long Day's Journey into Night * – Eugene O'Neill - 1958: Look Homeward, Angel – Ketti Frings - 1959: J.B. * – Archibald MacLeish |

| - 1960: Fiorello! * – Jerome Weidman, George Abbott, Jerry Bock &Sheldon Harnick - 1961: All the Way Home – Tad Mosel - 1962: How to Succeed in Business Without Really Trying * – Frank Loesser & Abe Burrows - 1963: không trao giải - 1964: không trao giải - 1965: The Subject Was Roses * – Frank D. Gilroy - 1966: không trao giải - 1967: A Delicate Balance – Edward Albee - 1968: không trao giải - 1969: The Great White Hope * – Howard Sackler | - 1970: No Place to be Somebody – Charles Gordone - 1971: The Effect of Gamma Rays on Man-in-the-Moon Marigolds – Paul Zindel - 1972: không trao giải - 1973: That Championship Season * – Jason Miller - 1974: không trao giải - 1975: Seascape – Edward Albee - 1976: A Chorus Line * – Michael Bennett, Nicholas Dante & James Kirkwood, Jr., Marvin Hamlisch & Edward Kleban - 1977: The Shadow Box * – Michael Cristofer - 1978: The Gin Game – Donald L. Coburn - 1979: Buried Child – Sam Shepard |

### Thập niên 1980
| - 1980: Talley's Folly – Lanford Wilson - 1981: Crimes of the Heart – Beth Henley - 1982: A Soldier's Play – Charles Fuller - 1983: 'night, Mother – Marsha Norman - True West – Sam Shepard - 1984: Glengarry Glen Ross – David Mamet - Fool for Love – Sam Shepard - Painting Churches – Tina Howe - 1985: Sunday in the Park with George – James Lapine và Stephen Sondheim - The Dining Room – A. R. Gurney - The Gospel at Colonus – Lee Breuer, Bob Telson | - 1986: không trao giải - 1987: Fences * – August Wilson - Broadway Bound – Neil Simon - A Walk in the Woods – Lee Blessing - 1988: Driving Miss Daisy – Alfred Uhry - Boy's Life – Howard Korder - Talk Radio – Eric Bogosian - 1989: The Heidi Chronicles * – Wendy Wasserstein - Joe Turner's Come and Gone – August Wilson - M. Butterfly – David Henry Hwang |

### Thập niên 1990
| - 1990: The Piano Lesson – August Wilson - And What of the Night? – María Irene Fornés - Love Letters – A. R. Gurney - 1991: Lost in Yonkers * – Neil Simon - Prelude to a Kiss – Craig Lucas - Six Degrees of Separation – John Guare - 1992: The Kentucky Cycle – Robert Schenkkan - Conversations with My Father – Herb Gardner - Miss Evers' Boys – David Feldshuh - Two Trains Running – August Wilson - Sight Unseen – Donald Margulies - 1993: Angels in America: Millennium Approaches * – Tony Kushner - The Destiny of Me – Larry Kramer - Fires in the Mirror – Anna Deavere Smith - 1994: Three Tall Women – Edward Albee - Keely and Du – Jane Martin - A Perfect Ganesh – Terrence McNally | - 1995: The Young Man From Atlanta – Horton Foote - The Cryptogram – David Mamet - Seven Guitars – August Wilson - 1996: Rent * – Jonathan Larson - A Fair Country – Jon Robin Baitz - Old Wicked Songs – Jon Marans - 1997: không trao giải - Collected Stories – Donald Margulies - The Last Night of Ballyhoo – Alfred Uhry - Pride's Crossing – Tina Howe - 1998: How I Learned to Drive – Paula Vogel - Freedomland – Amy Freed - Three Days of Rain – Richard Greenberg - 1999: Wit – Margaret Edson - Running Man – Cornelius Eady & Diedre Murray - Side Man * – Warren Leight |

### Thập niên 2000
| - 2000: Dinner with Friends – Donald Margulies - In the Blood – Suzan-Lori Parks - King Hedley II – August Wilson - 2001: Proof * – David Auburn - The Play About the Baby – Edward Albee - The Waverly Gallery – Kenneth Lonergan - 2002: Topdog/Underdog – Suzan-Lori Parks - The Glory of Living – Rebecca Gilman - Yellowman – Dael Orlandersmith - 2003: Anna in the Tropics – Nilo Cruz - The Goat or Who Is Sylvia? * – Edward Albee - Take Me Out * – Richard Greenberg - 2004: I Am My Own Wife * – Doug Wright - Man from Nebraska – Tracy Letts - Omnium Gatherum – Theresa Rebeck & Alexandra Gersten-Vassilaros | - 2005 Doubt: A Parable * – John Patrick Shanley - The Clean House – Sarah Ruhl - Thom Pain (based on nothing) – Will Eno - 2006: không trao giải - Miss Witherspoon – Christopher Durang - The Intelligent Design of Jenny Chow – Rolin Jones - Red Light Winter – Adam Rapp - 2007: Rabbit Hole – David Lindsay-Abaire - Bulrusher – Eisa Davis - Orpheus X – Rinde Eckert - Elliot, a Soldier's Fugue – Quiara Alegría Hudes - 2008 August: Osage County * – Tracy Letts - Dying City – Christopher Shinn - Yellow Face – David Henry Hwang - 2009 Ruined – Lynn Nottage - Becky Shaw – Gina Gionfriddo - In the Heights * – Lin-Manuel Miranda & Quiara Alegría Hudes |

### Thập niên 2010
- 2010: Next to Normal – Tom Kitt & Brian Yorkey
  - Bengal Tiger at the Baghdad Zoo – Rajiv Joseph
  - The Elaborate Entrance of Chad Deity – Kristoffer Diaz
  - In the Next Room (or The Vibrator Play) – Sarah Ruhl
- 2011: Clybourne Park * – Bruce Norris
  - Detroit – Lisa D'Amour
  - A Free Man of Color – John Guare
- 2012: Water by the Spoonful – Quiara Alegría Hudes
  - Other Desert Cities – Jon Robin Baitz
  - Sons of the Prophet – Stephen Karam
- 2013: Disgraced - Ayad Akhtar
  - Rapture, Blister, Burn - Gina Gionfriddo
  - 4000 Miles - Amy Herzog
- 2014: The Flick – Annie Baker
  - The (Curious Case of the) Watson Intelligence – Madeleine George
  - Fun Home – Jeanine Tesori và Lisa Kron

## Nhạc kịch
Có 8 vở nhạc kịch đã đoạt giải Pulitzer từ thập niên 1930 tới thập niên 2000, tính trung bình khoảng gần 1 vở nhạc kịch cho mỗi thập kỷ: 
- 1932: Of Thee I Sing - George & Ira Gershwin
- 1950: South Pacific - Rodgers and Hammerstein
- 1960: Fiorello! - Bock & Harnick
- 1962: How to Succeed in Business Without Really Trying - Frank Loesser
- 1976: A Chorus Line - Marvin Hamlisch, Ed Kleban, James Kirkwood & Nicholas Dante
- 1985: Sunday in the Park with George - Stephen Sondheim & James Lapine
- 1996: Rent - Jonathan Larson
- 2010: Next to Normal - Brian Yorkey & Tom Kitt

Các vở nhạc kịch Of Thee I Sing, Sunday in the Park with George, và Next to Normal là những vở chỉ đoạt giải Pulitzer mà không đoạt Giải Tony cho nhạc kịch hay nhất. Tuy nhiên, vở Of Thee I Sing được trình diễn trước khi có giải Tony.

## Những người đoạt giải nhiều lần
Chỉ có ít nhà soạn kịch đoạt giải này nhiều hơn 1 lần: 
- Eugene O'Neill đoạt giải này 4 lần—nhiều hơn bất cứ nhà soạn kịch nào. Ông đã đoạt giải các năm 1920, 1922, 1928, và 1957.
- Robert E. Sherwood đoạt giải 3 lần (năm 1936, 1939 và 1941).
- Edward Albee đoạt giải 3 lần (năm 1967, 1975 và 1994).
- George S. Kaufman đoạt giải 2 lần (năm 1932 và 1937). Cả hai lần đều là tác phẩm soạn chung với người khác.
- Thornton Wilder đoạt giải 2 lần (năm 1938 năm 1943).
- Tennessee Williams đoạt giải 2 lần (năm 1948 và 1955).
- August Wilson đoạt giải 2 lần (năm 1987 và 1990).